# Sergels torg

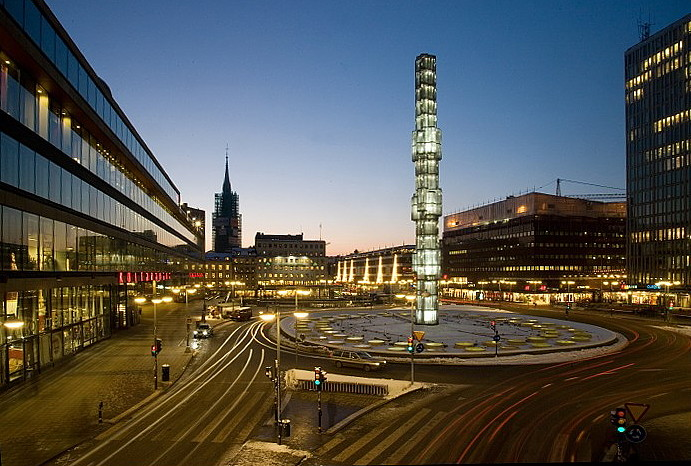
Het verkeersknooppunt met Kristallvertikalaccent in de superellips.

Sergels torg (Sergels plein) is een plein in het centrum van Stockholm.
Het is vernoemd naar de beeldhouwer Johan Tobias Sergel (1740-1814). Het plein is bekend als startpunt voor demonstraties en soms vinden er markten plaats. Het benedendeel van het plein, Plattan, is bekleed met een patroon van zwarte en witte vormen. Het bovenste deel is een verkeersknooppunt met in het midden het kunstwerk Kristallvertikalaccent in de vorm van een hoge zuil. Die is een ontwerp van Edvin Öhrström (1906-1994) en staat in een fontein met de vorm van een superellips, ontworpen door David Helldén (1905-1990) in samenspraak met de Deense wiskundige en kunstenaar Piet Hein (1905-1996). 
Tramlijn 7, lokaal bekend als Spårväg City, die vanaf 2010 Sergels torg als eindpunt had, passeert het plein sinds verlenging in 2018. 
Onder Sergels torg, aan de zijde van de Drottninggatan, bevindt zich de toegang naar het station T-Centralen van de metro van Stockholm.